# Miss Dollar
Personnages
- Nelly
- Gaëtan
- Durozoir
- Sam Truckson
- Colombella
- Nadine
- Turlure
- Renée
- Des Esbrouffettes
- Le Commissaire
- ... (rôles secondaires)[2]

Miss Dollar est une opérette en trois actes et cinq tableaux du compositeur André Messager, sur un livret de Charles Clairville et Albert Vallin, écrite en 1893. Sa particularité est de contenir un ballet final occupant une place importante.
Sa première eut lieu le 22 décembre 1893 au Nouveau Théâtre (Casino de Paris).

## Synopsis
La pièce raconte les amours contrariées d’une jeune et riche américaine à qui l’oncle tente d’imposer un parti plus avantageux que celui qu'elle a choisi: Gaëtan. Après moult discussions et un premier mariage, le tonton finira par céder.

## Écriture
- Musique: André Messager;
- Livret: Charles Clairville et Albert Vallin;
- Chorégraphie: Egidio Rossi
- Costumes (et affiche): Henri Gray
- Décors: Marcel Jambon

### Acte I
- Introduction (courte ouverture)
- Scène 1, couplets: « être heureux c'est l'X, le problème » (Durozoir)
- Scène 2, ensemble/couplets: « Je suis Sam Truckson, j'ai de l'or » (Sam Truckson) / « Quand vous aurez, messieurs, salué » (Nelly)
- Scène 3, duetto: « Que c'est gentil, je suis heureux » (Nelly, Gaëtan)
- Scène 4, couplets: « L'amour n'est pas une étincelle » (Colombella)
- Scène 5, terzetto: « Mon avis est qu'il faut être » (Colombella, Durozoir, Truckson)
- Scène 6, musique de scène (dans la coulisse)

### Acte II
- Entr'acte
- Scène 7, chœur des malades: « Nous sommes les malades très bien »
- Scène 8, terzetto: « Avant hier, pas plus tard » (Nelly, Colombella, Truckson)
- Scène 9, couplets: « À ce bouquet je suis sûre qu'il pense » (Nelly)
- Scène 10, couplets: « Bien que très grave professeur » (Durozoir)
- Scène 11, duo: « Nelly, je t'aime, je t'adore » (Nelly, Gaëtan)
- Scène 12, final/couplets: « Qu'est-ce donc ? qu'arrive-t-il ? » / « S'il faut qu'ici je vous raconte » (Nelly)

### Acte III
- Scène 13, chœur: « Vivat ! vivat ! la belle fête »
- Scène 14, couplet: « Ça fait deux fois que l'on aura dansé » (Nelly)
- Scène 15, duetto bouffe: « Il se fait tard, adieu !» (Colombella, Durozoir)
- Ballet: Danse des gnômes, Scène des gnômes, Grand ensemble, Variation de la 1ère danseuse, Valse, Galop final.
- Scène 16, couplet final: « Mon amoureux, tout plein de flammes » (Nelly, Chœurs)

### Publication
L'œuvre fut d'abord publiée chez Choudens & fils en 1894.

## Analyse
La forme de cette opérette, contenant une partie finale de scènes dansées (ballet), fait apparaître la nature pluridisciplinaire de l'œuvre et son influence de la comédie musicale anglo-saxonne.